# Вермешть
Вермешть, Вермешті (рум. Vermești) — село у повіті Бакеу в Румунії. Адміністративно підпорядковане місту Коменешть.
Село розташоване на відстані 222 км на північ від Бухареста, 38 км на південний захід від Бакеу, 117 км на південний захід від Ясс, 108 км на північний схід від Брашова.

## Населення
За даними перепису населення 2002 року у селі проживали 1262 особи.
Національний склад населення села:
| Національність | Кількість осіб | Відсоток |
| -------------- | -------------- | -------- |
| румуни         | 1215           | 96,3%    |
| цигани         | 42             | 3,3%     |
| угорці         | 5              | 0,4%     |

Рідною мовою назвали:
| Мова      | Кількість осіб | Відсоток |
| --------- | -------------- | -------- |
| румунську | 1257           | 99,6%    |
| угорську  | 5              | 0,4%     |